# 地侍
地侍又稱地士或国侍，日本武士的一種。他们原本受聘於拥有地方势力乡土土紳。後來幕府权力衰退，土紳逐渐走向领主化，最后成为战国大名，地侍便成為這些大名的家臣。